# 协商会议 (卡塔尔)
协商会议（阿拉伯语：مجلس الشورى）是卡塔尔的国家咨询机构，实行一院制。协商会议由35名议员组成，全部由卡塔尔埃米尔任命，内阁大臣为该会议法定成员。协商会议的职能是协助埃米尔行使统治权力。
2021年7月，卡塔爾埃米爾批准一項選舉改革，預計於2021年10月舉行的2021年卡塔爾大選將產生30名民選議員，另外15名議員由埃米爾任命。